# Sandy Skoglund

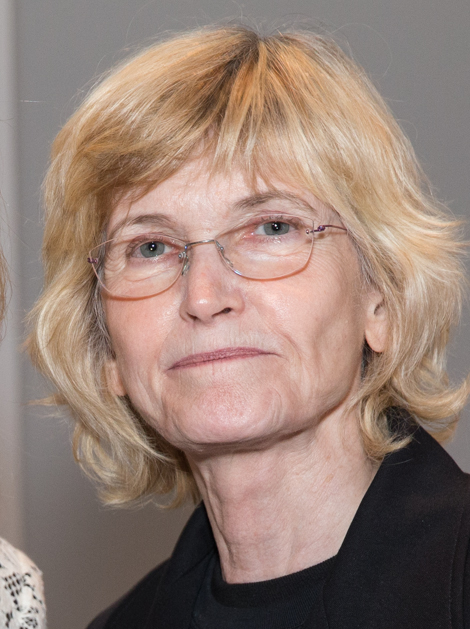
Sandy Skoglund, 2013

Sandy Skoglund (* 11. September 1946) ist eine US-amerikanische Fotografin und Installationskünstlerin.

## Leben
Sandy Skoglund studierte Kunstgeschichte und Bildende Kunst am Smith College in Northampton, Massachusetts, welches sie nach einem Auslandsjahr an der Sorbonne und der École du Louvre, Paris, 1968 abschloss. Danach ging sie an die University of Iowa, wo sie Filmproduktion, Multimedia-Kunst und Druckgrafik studierte. Im Jahr 1971 erwarb sie ihren Master of Arts und 1972 einen Master of Fine Arts in Malerei.
Nach ihrem Studium ging Sandy Skoglund als Konzeptkünstlerin nach New York. Sie begann zu fotografieren, um ihre künstlerischen Fortschritte zu dokumentieren und weil sie sich für die repetitiven Möglichkeiten dieses Mediums interessierte. 1978 machte sie eine Reihe von sich wiederholender Stillleben.
Sandy Skoglund wurde für ihre surrealen Szenen, ihren Trompe-l’œil-Effekt und die sehr aufwendig erschaffenen Setbauten bekannt. Das Einrichten und die farbliche Abstimmung der Möbel und anderer Objekte kann dabei mehrere Wochen in Anspruch nehmen, bis schließlich das komplette Szenario mit Akteuren fotografisch aufgenommen werden kann. Hervorstechendstes Merkmal für die Arbeiten von Sandy Skoglund sind dabei der überwältigende Detailreichtum und die Verwendung von sehr kontrastreichen oder monochromen Farbschemata.

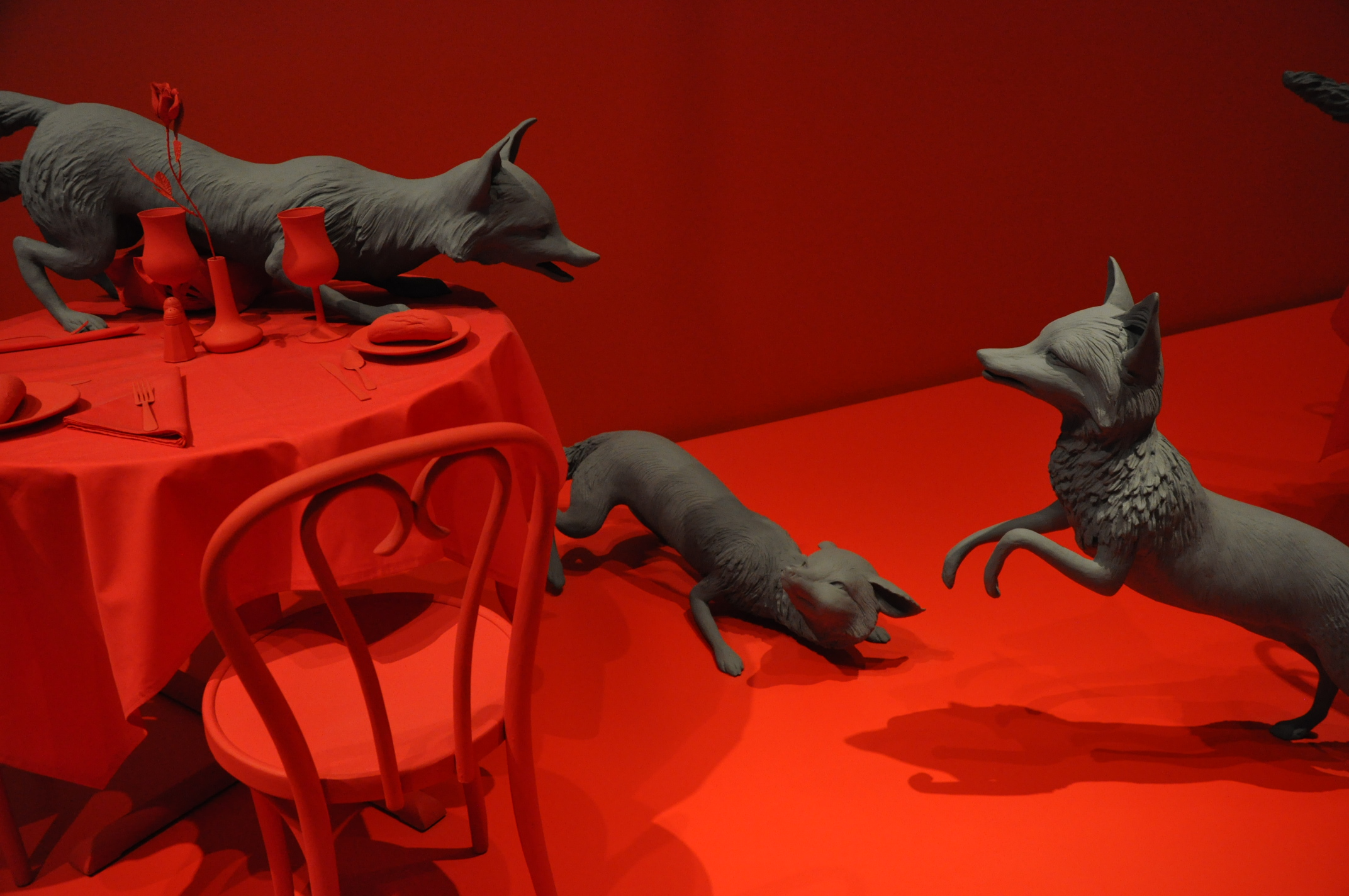
Fox Games von Sandy Skoglund, ausgestellt im Denver Art Museum, 2009

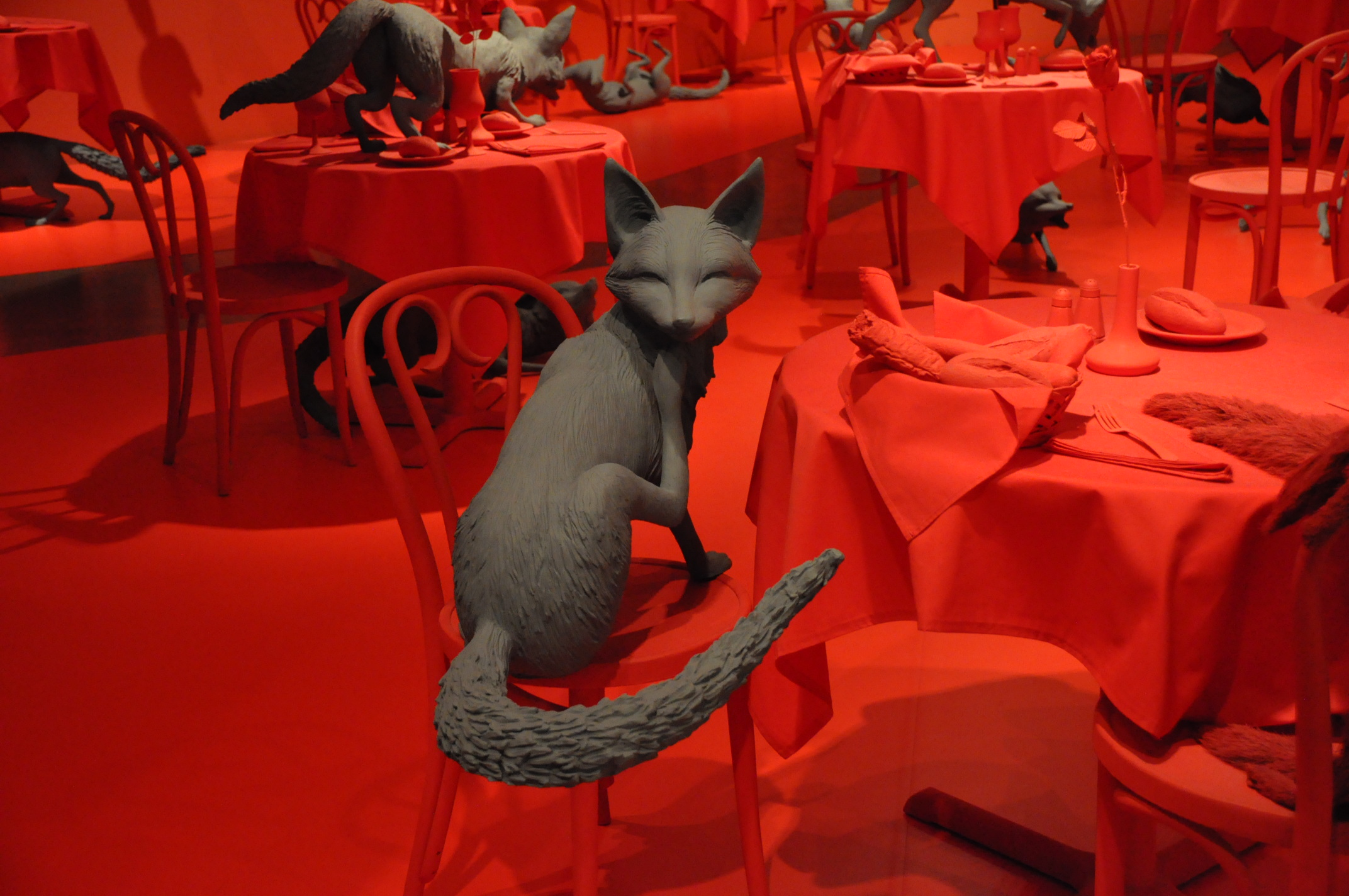
Fox Games von Sandy Skoglund

Bekannte Fotografien von ihr sind „Revenge of the Goldfish“ und „Radioactive Cats“. Letzteres Bild zeigt über 20 grün bemalte Katzen aus Ton, die in einer grau gehaltenen Küche sitzen. Ein älterer Mann sitzt auf einem Stuhl mit dem Rücken zur Kamera, während seine Frau in den Kühlschrank blickt. 
Zwischen 1973 und 1976 war Skoglund Professorin an der University of Hartford. Derzeit ist sie Dozentin für Fotografie, Kunst-Installationen und Multimedia an der Rutgers University in New Jersey. Ihre Arbeiten sind in zahlreichen Sammlungen einschließlich des Museum of Contemporary Photography, Chicago sowie im San Francisco Museum of Modern Art, vertreten.